# Немчин (Великопольське воєводство)
Немчин (пол. Niemczyn) — село в Польщі, у гміні Дамаславек Вонґровецького повіту Великопольського воєводства.
Населення — 764 особи (2011).
У 1975-1998 роках село належало до Пільського воєводства.

## Демографія
Демографічна структура станом на 31 березня 2011 року:
|          | Загалом | Допрацездатний вік | Працездатний вік | Постпрацездатний вік |
| -------- | ------- | ------------------ | ---------------- | -------------------- |
| Чоловіки | 374     | 87                 | 258              | 29                   |
| Жінки    | 390     | 86                 | 233              | 71                   |
| Разом    | 764     | 173                | 491              | 100                  |